# Tipperary
Tipperary (en irlandés Tiobraid Árann) es una ciudad perteneciente al condado homónimo en la República de Irlanda. Cuenta con una población de 5000 habitantes en su entorno urbano. A menudo se la considera como la capital del condado, pero nunca ha sido así. Tipperary del norte y Tipperary del sur tienen sus centros administrativos en Nenagh y Clonmel, respectivamente. Sin embargo, tiene una gran área de captación agrícola al oeste de su condado y al este con el condado de Limerick. Históricamente fue una ciudad mercado con cierta importancia. Aún en el 2007 disponía de una amplia industria de fabricación de mantequilla y procesamiento de leche.

## Historia
En irlandés, "Tiobraid Árann" significa "El pozo de Ara", una referencia al río Ara que atraviesa la ciudad. El pozo está ubicado en la ciudad de Glenbane, que se encuentra en la parroquia de Lattin y Cullen. Aquí es donde nace el río Ara. Poco se sabe del significado histórico del pozo.
La ciudad tenía una base medieval y se convirtió en un centro de población a principios del siglo XIII. Sus antiguas fortificaciones han desaparecido, a menudo desmanteladas para ser reutilizadas en nuevos edificios. Su área central se caracteriza por una amplia calle que se extiende desde la calle principal de Main Street.
Dos monumentos históricos se encuentran en la calle principal: uno es una estatua de bronce de Charles Kickham (poeta y patriota); el otro es la estatua de la Dama de Erin, erigida para conmemorar a los patriotas irlandeses, Allen, Larkin y O'Brien, conocidos colectivamente como los Mártires de Manchester. La doncella de Erin es un monumento independiente; erigido en 1907, fue reubicado en un sitio de esquina en la calle principal en 2003. Está hecho de piedra caliza tallada. Una mujer se para sobre una base que representa los retratos de los tres hombres ejecutados. Los retratos llevan los nombres en irlandés de cada hombre. Ella está situada en un pavimento de piedra con barandas de hierro forjado, con un panel de información. Este monumento a los mártires de Manchester es una pieza emblemática de escultura que ahora se encuentra en un sitio destacado de la esquina. La elección de una figura femenina como la personificación de Irlanda para tal monumento era común en ese momento. Es un trabajo naturalista y evocador, hecho aún más sorprendente por los retratos realistas de los hombres ejecutados.
La canción "It's a Long Way to Tipperary", que se hizo popular entre los militares británicos como una canción de marcha, fue escrita por Jack Judge, cuyos abuelos vinieron de Tipperary, y Henry James "Harry" Williams en 1912.
El primer enfrentamiento de la guerra de Independencia irlandesa tuvo lugar en la cercana cantera de Solloghead Beg Quarry el 21 de enero de 1919 cuando Dan Breen y Seán Treacy dirigieron a un grupo de voluntarios en un ataque contra miembros de la Real Policía de Irlanda que transportaban gelignita.
La ciudad fue el sitio de un gran cuartel militar del ejército británico en los 50 años anteriores a la independencia de Irlanda y sirvió como un hospital militar durante la Primera Guerra Mundial.  Durante la Guerra de la Independencia, estos cuarteles fueron una base para los negros y los bronceados.
El 30 de septiembre de 2005, Mary McAleese, Presidenta de Irlanda, en un gesto de reconciliación, dio a conocer el recientemente restaurado Memorial Arch del cuartel en presencia de varios embajadores y emisarios extranjeros, agregados militares y dignatarios de la ciudad; desfilaron un destacamento de la Fuerza de Defensa Local, la Banda del Ejército Irlandés Número 1 y varias organizaciones del ex servicio. En una rara aparición, se llevó el estandarte de los Royal Munster Fusiliers para celebrar la ocasión.
Sin embargo, dada la notoriedad del lugar en la memoria popular, pocos habitantes asistieron. El Arco es el único pórtico restante de lo que fue el comedor de los oficiales y tiene paneles montados con los nombres de los miembros caídos de las Fuerzas de Defensa Irlandesas (en el servicio de las Naciones Unidas) y los servicios armados estadounidenses, australianos y del Reino Unido. El Arco fue renovado y mantenido por el Tipperary Remembrance Trust.

### Nueva Tipperary
En 1888-1889, los inquilinos del propietario local, Arthur Smith Barry, retuvieron sus alquileres en solidaridad con sus inquilinos en el condado de Cork. Fueron desalojados. Dirigido por el p. David Humphreys y William O'Brien, decidieron construir una nueva ciudad en tierra fuera del control de Barry. El área ahora conocida como Dillon Street y Emmet Street en la ciudad de Tipperary fue el centro de este desarrollo. Fue construido por mano de obra local pero con fondos recaudados en Australia y los Estados Unidos.
El punto culminante fue el 12 de abril de 1890, cuando se abrió una hilera de tiendas llamadas William O'Brien Arcade, que proporcionaban tiendas para algunos de los empresarios que habían sido desalojados del centro de la ciudad. Finalmente, se llegó a un compromiso y los inquilinos regresaron al 'Viejo Tipperary'.